# Стародубщина
Староду́бщина — найпівнічніша з українських етнічних земель. Нині — південно-західна частина Брянської області Росії. Історичний центр — місто Стародуб.
Стародубщина займає 12 теперішніх районів Брянської області Росії — Гордієвський, Злинковський, Климовський, Клинцівський, Красногорський, Мглинський, Новозибківський, Погарський, Почіпський, Стародубський, Суразький та Унецький. Загальна територія цих районів становить 14 762 км².

## Історія
Історично Стародубщина — частина Чернігівсько-Сіверської землі. Місто Стародуб започатковано в 1096, а в XII-му — на поч. XIII століття виокремлюється Стародубське удільне князівство.
У 1239 Стародуб зруйнували монголо-татари.
З XIV століття Стародубщина правила за частину Великого князівства Литовського.
Наприкінці XV століття Стародубське князівство перейшло до Московської держави, і в 1522 скасоване. Після приєднання до Московської держави, за її загальним зразком, на Стародубщині було встановлене воєводське управління. Проте московські гарнізони, що зайняли головні міста Сіверщини, виявилися нездатні захистити населення від зовнішніх ворогів. З'являлися сміливі й вільні люди, що збиралися в загони й на свій страх і ризик боронили край. В Україні їх називали «козаки», а на Чернігівщині — «севруки».
У часи послаблення Московської держави, у 1616 Стародуб здобули війська Речі Посполитої й за умовами Деулінського перемир'я 1618 року Стародубщина долучилася до більшості українських земель, що були тоді в Речі Посполитій.
Від приєднання до Речі Посполитої дещо виграли городяни. У 1620 році місту Стародубу дано магдебурзьке право. Для розвитку місцевої торгівлі купцям і міщанам було надано деякі пільги — наприклад, право монопольної торгівлі, право гуральництва, право організовуватися в особливі професійні спілки, цехи.
У 1648 в ході повстання під проводом Богдана Хмельницького українська козацька армія опанувала Стародубщиною.
З 1663 це територія Стародубського козацького полку, а Новгород-Сіверський був лише його сотенним містом. З другої половини XVII століття місто Стародуб стало чи не найбільшим ринком для українських товарів. На два великі щорічні ярмарки товари привозили ще з Москви, Риги, Санкт-Петербурга й Астрахані.

Фрагмент з етнографічної мапи Олександра Ріттіха, на котрому зображені північно-західні межі українців, 1875 рік.

З кінця 1650-х років у стародубські ліси стали втікати з Московії старообрядники. За часів Петра I приплив старовірів у ці краї посилився. Потроху один із двох повітів, що становили Стародубщину, Новозибківський, став практично московитським (крім найпівденнішої Семенівської волості). Старообрядці сприяли русифікації Стародубщини, що допомогло радянській владі відділити від України цю територію.

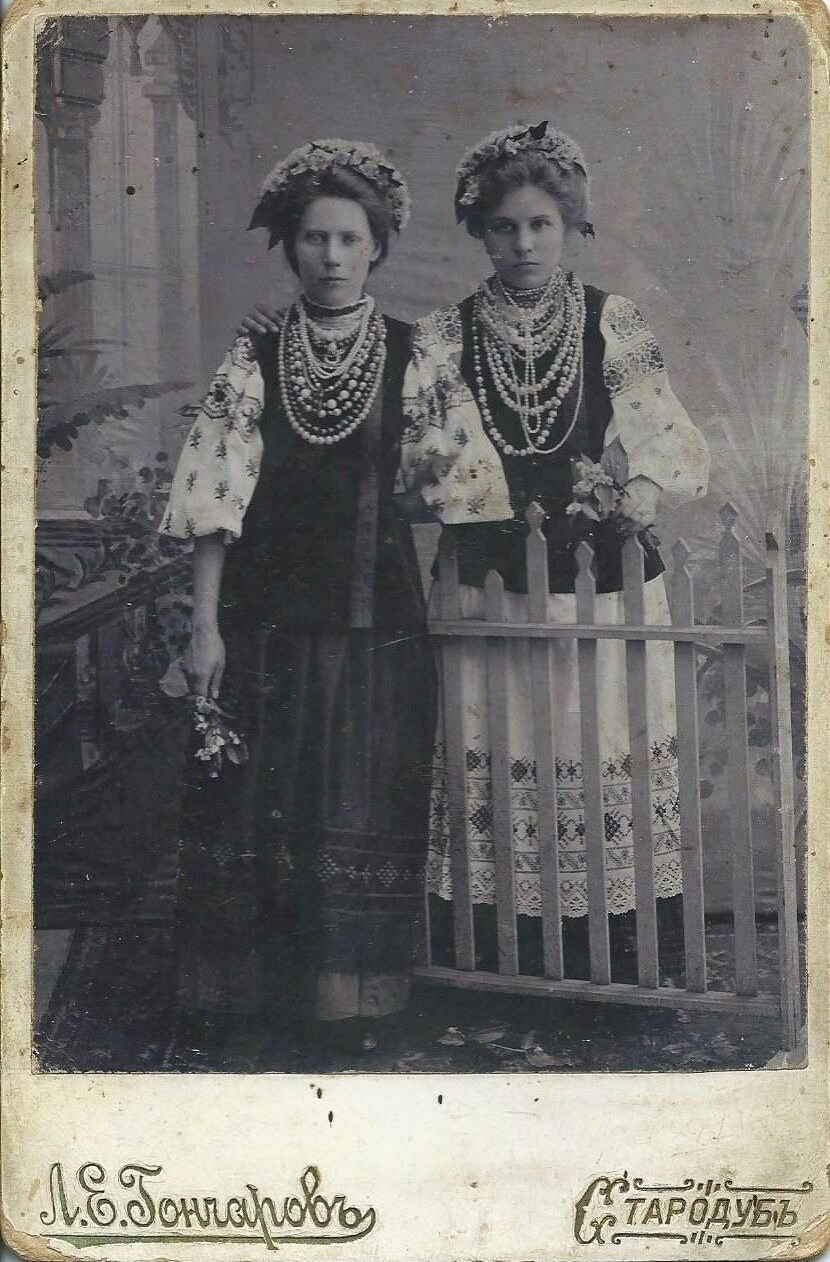
Українські жінки міста Стародуба, 1900-і роки

Відповідно до Брестського миру 1918 року, Стародубщину визнавали частиною Української Народної Республіки. За законом 2—4.03.1918, Стародуб мав стати центром землі — Сіверщини. Підписавши Брестський мир, РСФРР визнала УНР та її кордони. Цілком офіційно визнала вона й Українську державу гетьмана Павла Скоропадського, належності до котрої Стародубщини теж не заперечували, та попри те більшовики часто переходили демаркаційну лінію і влаштовували грабунки та вбивства в регіоні. У червні 1918 року українська газета «Відродження» передавала наступні вісті з краю:
| Ліві лапки | "НОВГОРОД СІВЕРСЬК, 24 VI. Більшовики переходять демаркаційну лінію, грабують, вбивають і вивозять харчі і худобу. В повіті йде спекуляція продуктами першої необхідности. До Суразького повіту прибуває багато втікачів з Мглинського повіту. Ці втікачі розказують, що большовики силою примушують підписуватись під анкетою за приєднання повіту до Московщини. Хто не хоче, загрожують розстрілом. Майже все населення стоїть за приєднання до України". | Праві лапки |

Після ж закріплення в Києві більшовиків Стародубщина виявилася у складі Гомельської губернії РРФСР. 6 грудня 1926 року Президія ВЦВК СРСР ухвалила, що основна частина цієї губернії передається Білорусі, а Стародубщина приєднується до Брянської губернії РСФРР. З усієї Стародубщини Україні повернуто в 1920-х роках тільки Семенівську волость (нині Семенівський район).

## Відомі українці, пов'язані зі Стародубщиною

### Народилися на Стародубщині
- Лобисевич Опанас Кирилович (1732, Погар, Стародубський полк, Гетьманщина —1805) — письменник, один з піонерів українського національного відродження.
- Погорільський Антоній (1787, Почеп Мглинський повіт, Новгород-Сіверське намісництво —1836) — російський письменник українофільського напряму, онук гетьмана Розумовського.
- Бороздна Іван Петрович (1804, маєток Ведмедеве, Стародубський повіт, Чернігівська губернія —1858, Ведмедеве, Стародубський повіт, Чернігівська губернія) — письменник, писав російською мовою про українську Стародубщину.
- Рославець Микола Андрійович (1881, м. Сураж, Чернігівська губернія —1944) — композитор, скрипаль, музичний критик і громадський діяч.
- Дятлів Петро Юрійович (1883, м. Стародуб, Чернігівська губернія —1937) — український політичний діяч, революціонер, перекладач, редактор і публіцист. Жертва сталінського терору.
- Галайда Дмитро Якович (1897, Новозибківський повіт, Чернігівська губернія —?) — підполковник Армії УНР. Командир 5-го кінного Кінбурнського полку 2-ї кадрової кінної дивізії Дієвої армії УНР, 27-й кінного дієвого полку, 27-го кінного Чортомлицького полку 5-ї дієвої кінної дивізії, 7-го (27-го) кінного Чортомлицького полку Дієвої армії УНР. У 1920—1921 рр. — приділений до 31-го куреня 11-ї бригади 4-ї Київської дивізії Армії УНР, потому — старшина Партизансько-Повстанського штабу Ю. Тютюнника.
- Кузьма Петрович Подлас (29 жовтня 1893,село Душатин, Суразький район, Чернігівська губернія — 25 травня 1942, село Лозовенька, Харківська область УССР) — радянський воєначальник українського походження часів Другої світової війни, генерал-лейтенант(1941).

### Пов'язані зі Стародубщиною життям та працею
- Ракушка-Романовський Роман (1622/23-1703, Стародуб, Гетьманщина) — державний і церковний діяч другої половини XVII століття. Ймовірний автор «Літопису Самовидця». Сприяв створенню окремого Стародубського полку у складі Гетьманщини. Священик Миколаївської церкви у Стародубі. Помер і похований у Стародубі.
- Миклашевський Михайло Андрійович (бл. 1640—1706) — український військовий і державний діяч кінця XVII, початку XVIII століть. Стародубський полковник. Соратник гетьмана Мазепи. Очолював Стародубський полк найтриваліше від усіх інших полковників. Похований у Стародубі.
- Галецький Семен Якович (?-1738) — український військовий і державний діяч часів Гетьманщини. Полковник Стародубського полку.
- Дівович Семен Данилович (XVIII ст.) — український письменник-полеміст. Автор політичного памфлету «Розмова Великоросії з Малоросією». Походив із козаків Топальської сотні Стародубського полку.
- Толстой Олексій Костянтинович (1817—1875, Красний Ріг, Мглинський повіт, Чернігівська губернія) — російський письменник, поет, драматург українофільського напряму. Правнук гетьмана Розумовського. Жив, працював, помер і похований у прадідівському маєтку Красний Ріг.
- Рубець Олександр Іванович (1837—1913, Стародуб, Чернігівська губернія) — фолкльорист, хоровий диригент і педагог. Походив зі стародубського роду Рубців. Працював, помер та похований у Стародубі.
- Скоропадський Павло Петрович (1873—1945) — український громадський, політичний діяч, військовик. Гетьман Української Держави. Походив з роду гетьмана України і стародубського полковника Івана Скоропадського. Навчався у Стародубській гімназії.

### Мають стародубське коріння
- Миклухо-Маклай Микола Миколайович (1846—1888) — мандрівник, антрополог, етнограф, географ; дослідник народів Південно-Східної Азії, Австралії й Океанії; українського походження зі стародубського роду Миклух.
- Леся Українка (1871—1913) — українська письменниця, перекладач, культурний діяч. Класик української літератури. Походила з роду Косачів, козацької старшини у Стародубському полку. Батько поетеси — Петро Косач, народився у Мглині.
- Модзалевський Вадим Львович (1882—1920) — український історик, археограф, архівіст і генеалог, автор численних наукових праць. Багато писав і про історію Стародубщини. Походив із козацької шляхти Стародубського полку. Предком Модзалевського був стародубський полковник Тиміш Олексіїв.
- Миклашевський Йосип Михайлович (1882—1959) — український музикознавець, піаніст і педагог. Нащадок Стародубського полковника Михайла Миклашевського. Дитинство провів у родовому маєтку Понурівці на Стародубщині.

## Цікаві факти
Як вважає значна частина науковців, саме на Стародубщині було створено такі вагомі для розвитку української національної ідеї твори, як «Літопис Самовидця» і «Історія Русів».

## Галерея

Дитячий етнографічний колектив «Веселий екіпаж» (м. Стародуб).